# Lista över Sierra Leones statsöverhuvuden

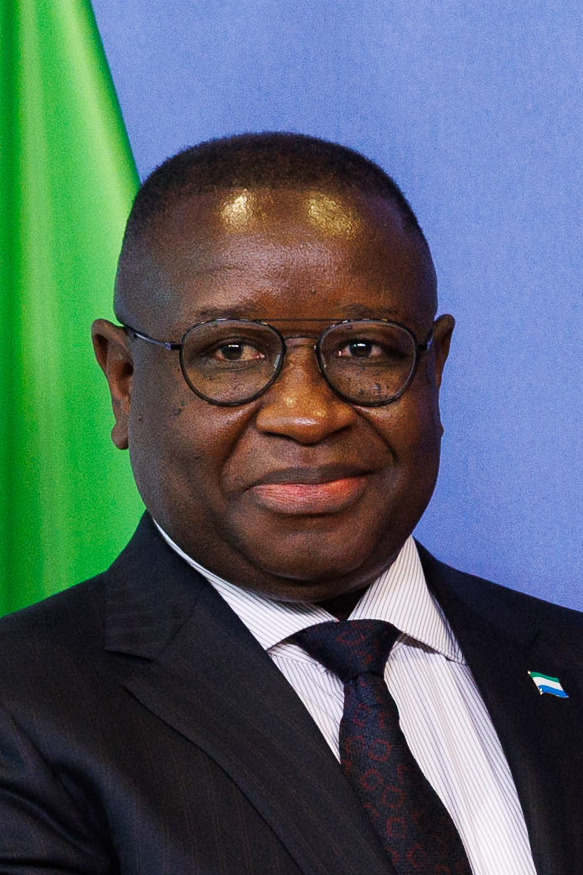
Sierra Leones nuvarande president, Julius Maada Bio

Detta är en lista över Sierra Leones statsöverhuvuden.
| Namn                   | Ämbetsperiod                     | Titel                                                    |
| ---------------------- | -------------------------------- | -------------------------------------------------------- |
| Christopher Okoro Cole | 19 april – 21 april 1971         | President                                                |
| Siaka Stevens          | 21 april 1971 – 28 november 1985 | President                                                |
| Joseph Saidu Momoh     | 28 november 1985 – 30 april 1992 | President                                                |
| Valentine Strasser     | 1 maj 1992 – 16 januari 1996     | Statschef och ordförande i nationella provisoriska rådet |
| Julius Maada Bio       | 17 januari – 29 mars 1996        | Statschef och ordförande i nationella provisoriska rådet |
| Ahmad Tejan Kabbah     | 29 mars 1996 – 25 maj 1997       | President                                                |
| Johnny Paul Koroma     | 25 maj 1997 – 12 februari 1998   | Chef över de beväpnade styrkornas revolutionsråd         |
| Ahmad Tejan Kabbah     | 10 mars 1998 – 17 september 2007 | President                                                |
| Ernest Bai Koroma      | 17 september 2007 – 4 april 2018 | President                                                |
| Julius Maada Bio       | 4 april 2018 –                   | President                                                |